# Newmarket (Suffolk)
Newmarket – miasto w Anglii, w hrabstwie Suffolk, w dystrykcie West Suffolk. Leży 55 km na zachód od miasta Ipswich i 90 km na północny wschód od Londynu. W 2001 miasto liczyło 14 995 mieszkańców.